# Parpaner Rothorn
Das Parpaner Rothorn 2899 m ü. M. ist ein erzreicher Berg auf der Lenzerheide im Schweizer Kanton Graubünden. Er teilt sich in den höheren und unüberbauten Ostgipfel und einen 2865 m ü. M. hohen, mit Seilbahnen vom Ort Lenzerheide aus erschlossenen Westgipfel. Die beiden Gipfel sind etwa einen halben Kilometer voneinander entfernt.

## Lage und Umgebung
Das Parpaner Rothorn liegt in den Plessuralpen und ist nur etwa einen Kilometer von deren höchstem Gipfel entfernt, dem Aroser Rothorn, mit dem der Ostgipfel über einen Grat mit Wegspuren verbunden ist. Der Ostgipfel gehört zu den Gemeinden Lantsch/Lenz und Arosa, der Westgipfel zusätzlich auch zu Vaz/Obervaz. Diese Namensgebung ist allerdings zweifelhaft; so bezeichnet das amtliche Landkartenwerk von Swisstopo einzig den Westgipfel als Parpaner Rothorn, während der nicht gegen Parpan gerichtete Ostgipfel keinen Namen trägt und in Arosa sowie dem Schanfigg als Mittler Rothorn oder Mittelrothorn bezeichnet wird. In der aktuellen Online-Version der SLK trägt der Gipfel den Namen Rothorn Ostgipfel.

## Touristische Erschliessung

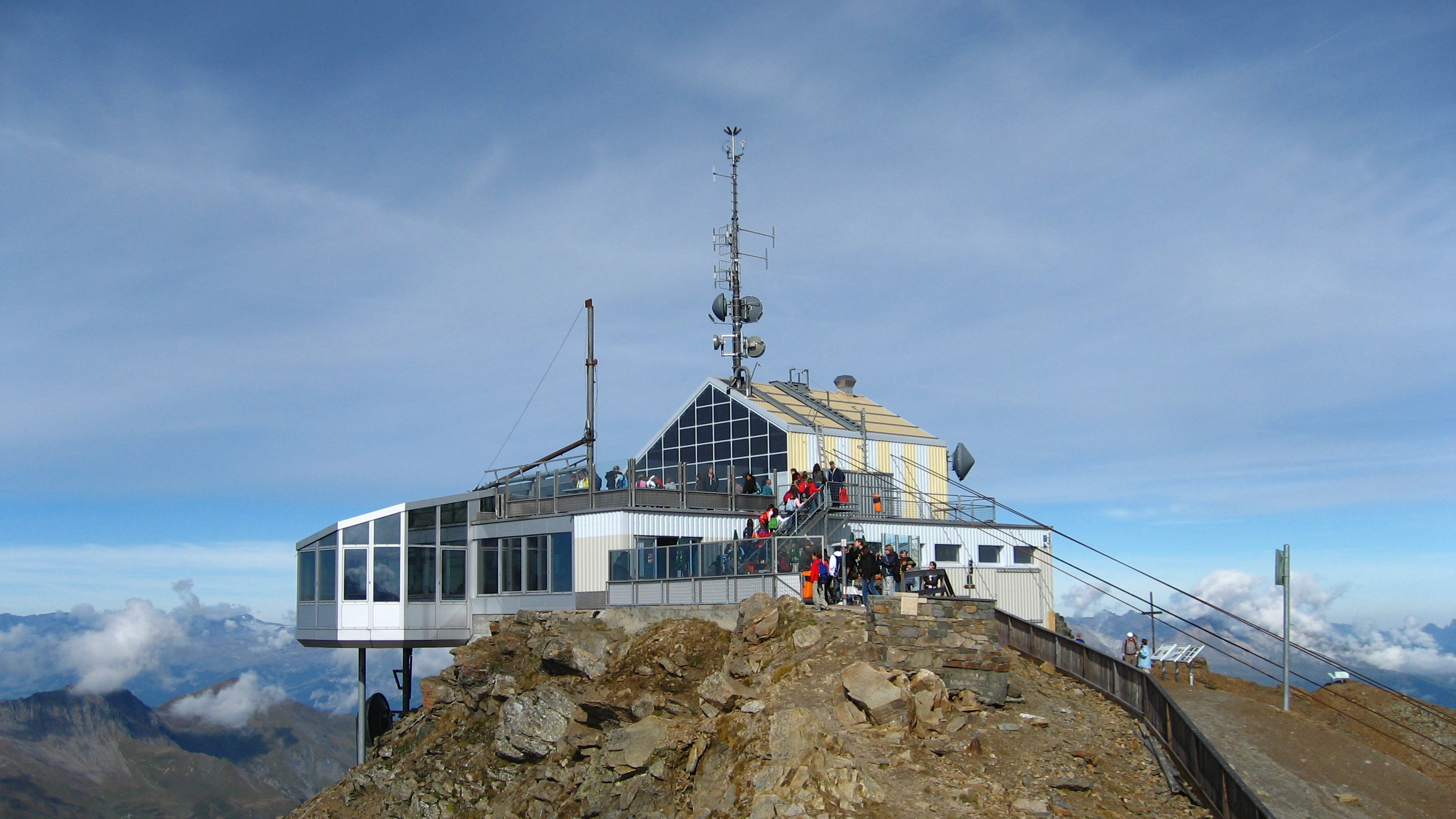
Rothornbahn-Bergstation mit Restaurant

Von der Rothornbahn-Talstation am Heidsee führt eine im Jahr 2010 erneuerte Gondelbahn der Lenzerheide Bergbahnen zur Mittelstation Scharmoin (1905 m), wo eine weitere Luftseilbahn zum Westgipfel des Rothorns (Position 46° 45′ N, 9° 36′ O) führt. 2015 wurden die elektrische Steuerung und die Kabinen erneuert. Die Bergstation verfügt über keine Frischwasserleitung, weshalb das Wasser mit der Luftseilbahn nach oben transportiert wird.

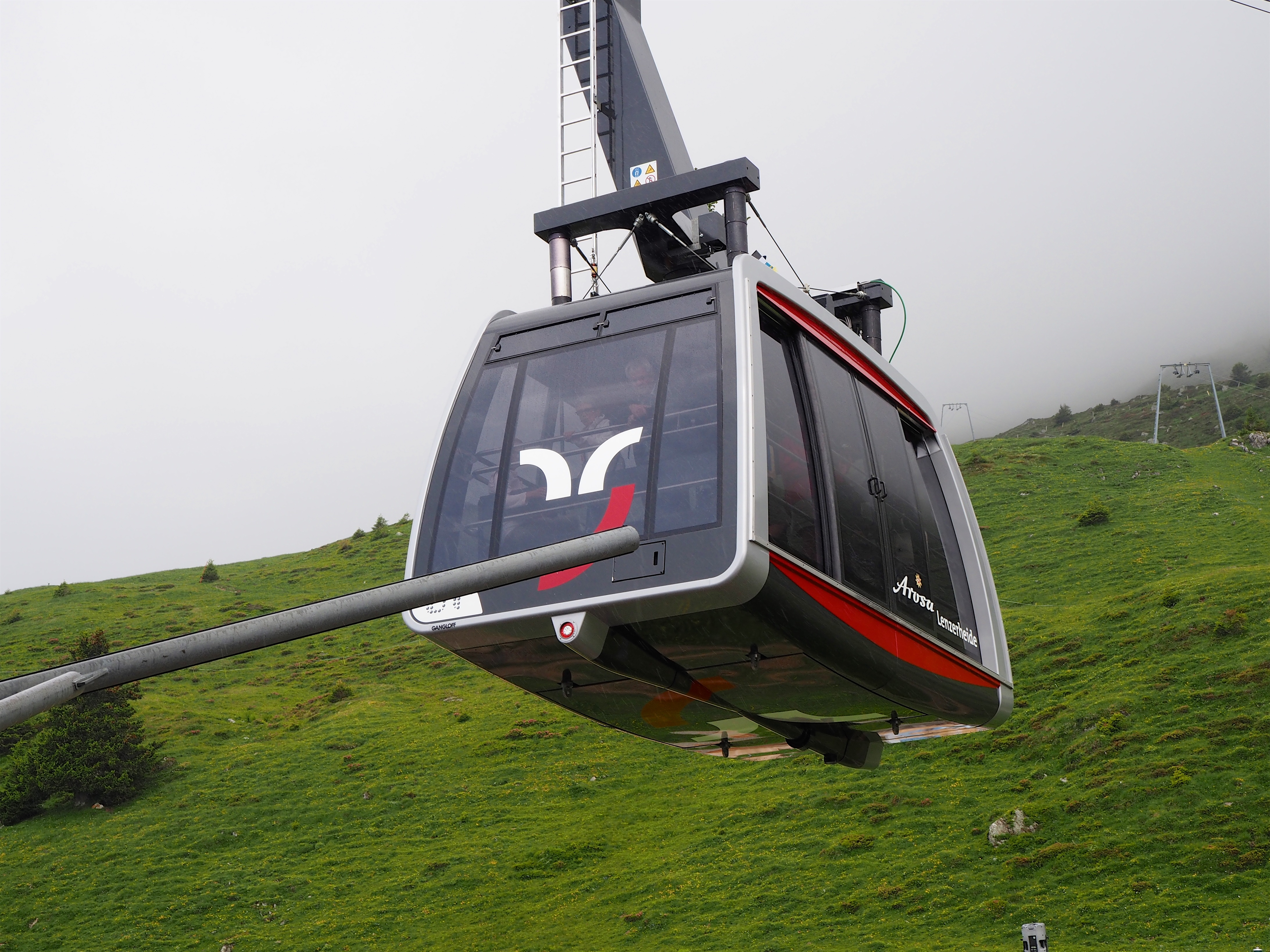
Luftseilbahn auf dem Weg zum Gipfel

Die Rothornbahn wurde 1963 erstellt, nachdem die Bürgergemeinde Arosa als Grundeigentümerin eine entsprechende Baubewilligung zur Erstellung der Bergstation erteilt hatte. Zwecks Verbindung des neuen Skigebiets am Totälpli mit dem Lenzerheidner Stammgebiet "Rothorn" erhielt man zudem das Einverständnis für den Bau einer Galerie durch die Ostwand des Gipfels 2762 zum Gredigs Fürggli am Südwestfuss des Parpaner Weisshorns.
Die 1976 ebenfalls auf Aroser Gemeindegebiet errichtete und aus nördlicher Richtung zum Westgipfel führende Sesselbahn Totälpli wurde 2008 zurückgebaut. Das Rothorn ist von mehreren Seiten durch Wanderwege und von Scharmoin aus über den Goldgräberweg (Grad T2) erschlossen und seit dem Winter 2013/14 der höchste Punkt der Skiarena Arosa Lenzerheide.

## Besonderes
Aus geologischer Sicht besteht der obere rötliche Teil des Rothorns aus Randgestein der afrikanischen Platte, welches sich über jenes des Ozeans geschoben hat. Frühformen des Erzabbaus am Rothorn sind schon zu Zeiten der Römer nachgewiesen. Der Sage nach gab es am Rothorn Edelmetallgruben (Gold), welche noch im 17. Jahrhundert bearbeitet wurden.
Aufgrund der geografisch günstigen Lage ist auf dem Westgipfel eine Mobilfunk-Sendeanlage (GSM) mit mittlerer Leistung installiert. Im Herbst 2011 errichtete die Schweizer Armee unweit der Seilbahnstation eine 34 Meter hohe Empfangsantenne mit Abhöreinrichtungen und einer Richtfunkantenne. Wegen ihres auffallenden Äusseren bezeichnet der Volksmund im Raum Vaz/Obervaz–Lenz die Konstruktion inzwischen als "Minarett".
Der im Juli 2012 erstmals veranstaltete Gebirgslauf Swiss Irontrail sollte unter anderem von der Lenzerheide zum Parpaner Rothorn, von dort über das Gredigs Fürggli nach Arosa und weiter via Weisshorn und Carmenna Richtung Ausserschanfigg führen. Seit einer Streckenänderung im Jahr 2013 ist das Parpaner Rothorn nicht mehr Teil dieser Sportveranstaltung.